# 58931 Palmys
58931 Palmys è un asteroide troiano di Giove del campo troiano. Scoperto nel 1998, presenta un'orbita caratterizzata da un semiasse maggiore pari a 5,2671929 UA e da un'eccentricità di 0,0995787, inclinata di 16,40426° rispetto all'eclittica.
L'asteroide è dedicato a Palmi, guerriero troiano.